# 庆福球属
庆福球属（学名：Geohintonia）为仙人掌科的一个属。

## 下属物种
本属包括以下物种：
- 金仙球 Geohintonia mexicana Glass & W.A.Fitz Maur.